# Bambusa rugata
Bambusa rugata là một loài thực vật có hoa trong họ Hòa thảo. Loài này được (W.T.Lin) Ohrnb. mô tả khoa học đầu tiên năm 1997.